# Zuzana Storchová

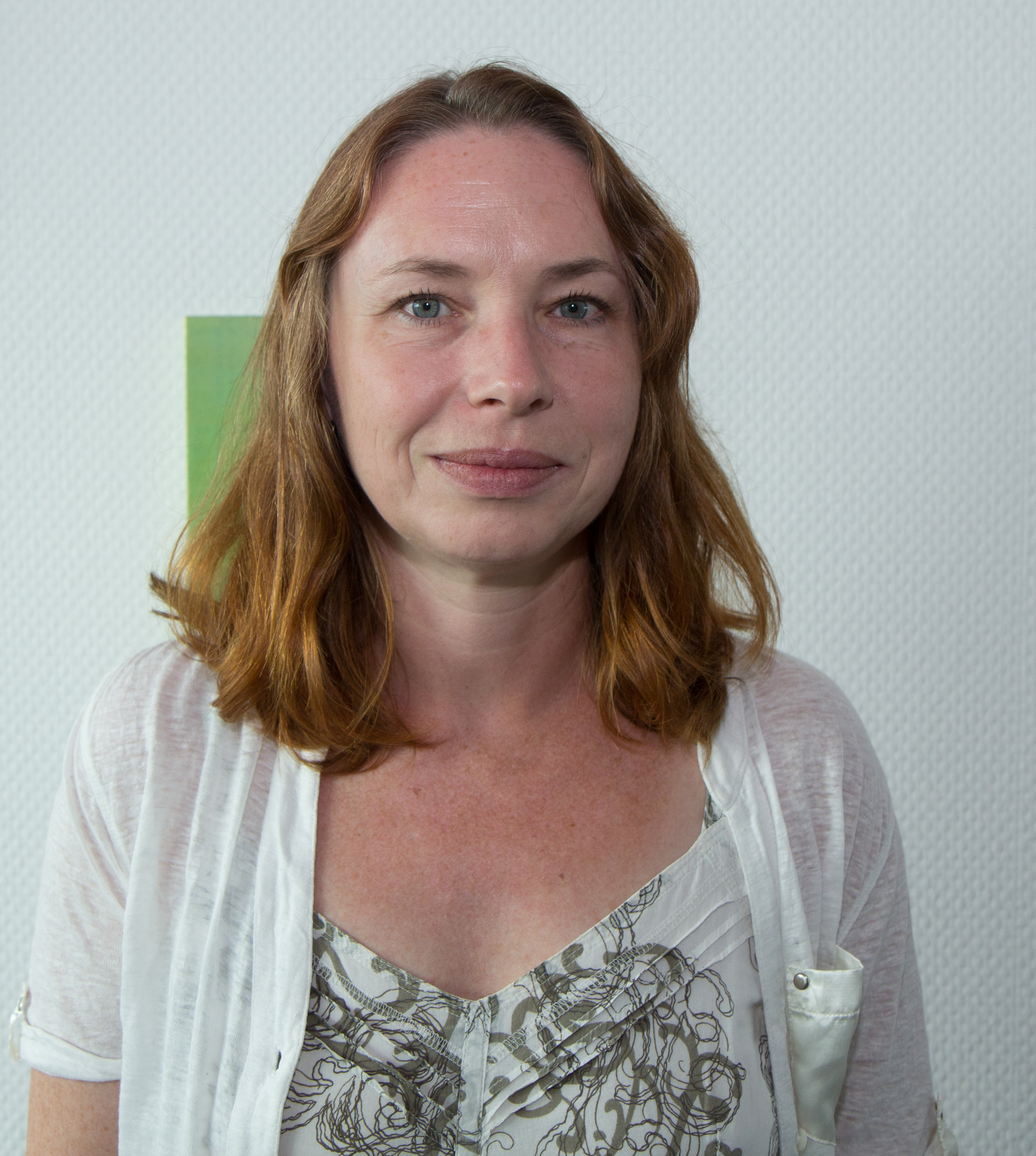
Zusana Storchová, 2018

Zuzana Storchová (* 6. Dezember 1970) ist eine in Tschechien geborene Biologin, die als Professorin für Molekulare Genetik an der Rheinland-Pfälzischen Technischen Universität in Kaiserslautern arbeitet.

## Leben und Karriere
Von 1989 bis 1994 absolvierte sie ein Studium der Biologie an der Karls-Universität in Prag. Nach dem Diplom 1994 arbeitete sie bis 1999 an der Fakultät für Genetik dieser Universität. Weitere wissenschaftliche Tätigkeiten: von 1999 bis 2001 als Research Associate am Institut für Medical Radiobiology der Universität Zürich, von 2001 bis 2007 als Postdoctoral fellow am Dana-Farber Cancer Institute in Boston, sowie von 2008 bis 2016 als Max Planck Research Group Leader am Max-Planck-Institut für Biochemie in Martinsried.
Seit 2016 ist Storchová Professorin für Molekulare Genetik, Fachbereich Biologie an der damaligen TU Kaiserslautern, heute RPTU Kaiserslautern-Landau und Leiterin des Lehrbereichs Molekulare Genetik. Ihre Hauptarbeitsgebiete sind die Erforschung der Instabilität von Chromosomen und der Störungen der DNA-Replikation. Sie ist Mitglied in der Forschergruppe FOR2800: Chromosome Instability: Cross-talk of DNA replication stress and mitotic dysfunction (Deutsche Forschungsgemeinschaft).

## Publikationen (Auswahl)
- mit D. Pellman: From polyploidy to aneuploidy, genome instability and cancer. In: Nat Rev Mol Cell Biol. Band 5, 2004, S. 45–54. DOI:10.1038/nrm1276
- mit A. Breneman, J. Cande u. a.: Genome-wide genetic analysis of polyploidy in yeast. In: Nature. Band 443, 2006, S. 541–547. DOI:10.1038/nature05178
- Aneuploidy in Health and Disease. In: Techopen Verlag, Rijeka, Kroatien 2012, ISBN 978-953-510-608-1.
- mit Y. Cohen-Sharir et al.: Aneuploidy renders cancer cells vulnerable to mitotic checkpoint inhibition. In: Nature. Vol. 590. 2021. S. 486–491